# Codage de Golomb

Courbe montrant la redondance du codage de Golomb quand la valeur m est choisie de manière optimale.

Le codage de Golomb est un codage entropique inventé par Solomon Wolf Golomb en 1966 et utilisé essentiellement en compression de données.
Le code produit est un code préfixe.

## Principe
Le codage de Golomb d'un entier naturel {\displaystyle N} dépend d'un paramètre {\displaystyle k} et se fait en deux étapes :
1. le codage du quotient de la division euclidienne de {\displaystyle N} par {\displaystyle k} avec un codage unaire ;
2. le codage du reste de la même division avec un codage binaire tronqué.

Mathématiquement, pour coder un entier {\displaystyle N,N\in \mathbb {N} ,N=q\times k+r}, on code d'abord {\displaystyle q=\lfloor N/k\rfloor } en unaire, puis {\displaystyle r=N-k\times q} en binaire tronqué.

## Optimalité
Le codage de Golomb est adapté pour des données dans lesquelles les valeurs les plus faibles sont plus probables que les autres (mais où les autres peuvent malgré tout apparaitre).

## Exemples
| Décimal | Binaire | Code de Golomb k = 1 (unaire) | Code de Golomb k = 2 | Code de Golomb k = 4 | Code de Golomb k = 16 |
| ------- | ------- | ----------------------------- | -------------------- | -------------------- | --------------------- |
| 0       | 0000    | 0                             | 0 0                  | 0 00                 | 0 0000                |
| 1       | 0001    | 10                            | 0 1                  | 0 01                 | 0 0001                |
| 2       | 0010    | 110                           | 10 0                 | 0 10                 | 0 0010                |
| 3       | 0011    | 1110                          | 10 1                 | 0 11                 | 0 0011                |
| 4       | 0100    | 11110                         | 110 0                | 10 00                | 0 0100                |
| 5       | 0101    | 111110                        | 110 1                | 10 01                | 0 0101                |
| 6       | 0110    | 1111110                       | 1110 0               | 10 10                | 0 0110                |
| 7       | 0111    | 11111110                      | 1110 1               | 10 11                | 0 0111                |
| 8       | 1000    | 111111110                     | 11110 0              | 110 00               | 0 1000                |
| 9       | 1001    | 1111111110                    | 11110 1              | 110 01               | 0 1001                |
| 10      | 1010    | 11111111110                   | 111110 0             | 110 10               | 0 1010                |

## Utilisations
Le codage de Golomb est principalement utilisé dans sa variante dite codage de Rice qui peut être implémentée de façon plus efficace.
Un codage de Rice est d'ailleurs équivalent à un codage de Golomb dont le paramètre est 2 élevé à la puissance du paramètre de Rice.